# Christ Denied
Christ Denied (v překladu z angličtiny Ježíš popřen) je španělská death metalová kapela z města Madrid. Byla založena v roce 1994. Hraje tzv. brutal death metal. Jak název napovídá, je anti-křesťansky zaměřená.
Debutní studiové album se zrodilo v roce 1996 a mělo název ...Got What He Deserved.

## Diskografie

### Dema
- Impale the Fraud (1998)

### Studiová alba
- ...Got What He Deserved (1996)[1]
- Cancer Eradication (2013)[2][3]

### Kompilace
- Drink...Drink the Blood! (2004)

+ několik split nahrávek

## Sestava
K roku 2015:
- Dave Rotten - vokály
- Roger Infected - kytara, baskytara, programování bicích, doprovodné vokály
- Erik Raya - bicí
- Roger P. - baskytara